# هومبيرتو غوزمان
هومبيرتو غوزمان (بالإسبانية: Humberto Guzmán) (9 أبريل 1994 في المكسيك - ) هو لاعب كرة قدم مكسيكي في مركز الهجوم.

## وصلات خارجية
- هومبيرتو غوزمان على موقع قاعدة بيانات كرة القدم.إي يو (الإنجليزية)
- هومبيرتو غوزمان على موقع Soccerway.com (الإنجليزية)
- هومبيرتو غوزمان على موقع AS.com (الإسبانية)